# Йорданське національне вбрання

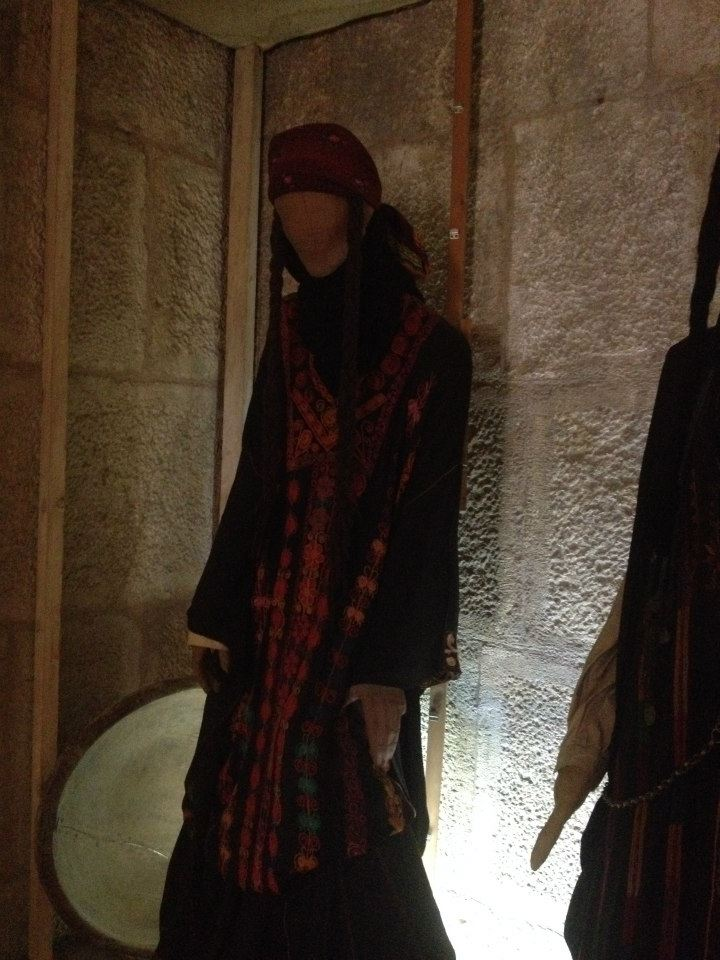
Йорданське народне вбрання

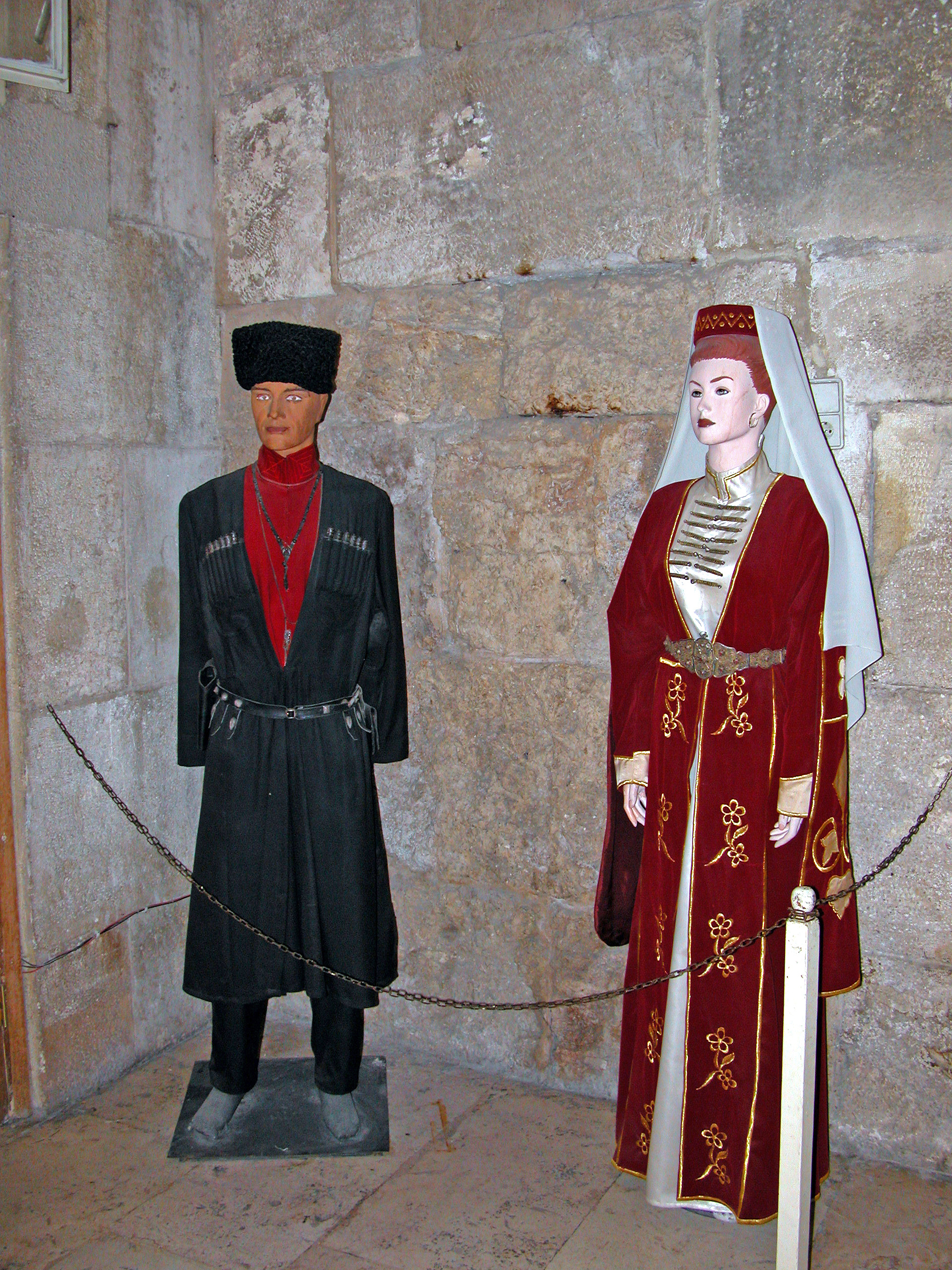
Йорданська популярна мода

Йорданське народне вбрання або йорданський традиційний одяг — це традиційне вбрання йорданців, що представляє важливу частину історії, ідентичності та культури йорданського народу та його культурного виробництва протягом століть. Попри відносно невелику територію Йорданії, йорданська мода вирізняється оригінальністю та значною різноманітністю, особливо для жінок, через різноманітність географії Йорданії, оскільки кожен регіон має власний дизайн, із деякими модами та спільними рисами між деякими регіонами. Ці вбрання також вирізняються складними ручними роботами та прикрасами, заснованими на історії, віруваннях та довкіллі Йорданії.

## Загальний огляд
Йорданська народна вишивка вважається образотворчим мистецтвом і одним із найважливіших видів історичного мистецтва Йорданії. За допомогою візерунків і символів йорданська людина змогла записати свою історію та висловити вірування та моделі соціального мислення, виходячи зі звичаїв і традицій, успадкованих йорданцями століттями. Йорданський одяг, також званий мадрака, і вишивка на ньому виражають йорданську ідентичність і глибокий зв'язок із землею, спадщиною та історією. На створення дизайну надихають вірування, історія та довкілля, таке як квіти, листя дерев, колоски пшениці, форми птахів, гір, долин, рівнин.
Йорданське народне вбрання має соціальне, релігійне, економічне та географічне значення. Кожен регіон має власні прикраси, і заможні сім'ї використовували золоті та срібні нитки, тканини та матеріали, а бідні сім'ї — бавовну та вовняні нитки для оздоблення та вишивання одягу.

## Чоловічий одяг
На відміну від жіночого одягу, чоловічий одяг дуже схожий незалежно від того, живуть вони в містах, сільській місцевості чи пустелі, попри кілька відмінностей у дизайні, кольори та тканини змінюються залежно від попиту.

### Компоненти
Йорданський чоловічий одяг складається з:
- Аль-Кумбаз: його також називають Аль-Мазнук, Аль-Кабір і Аль-Зубун. Це довгий халат із розрізом спереду, вузьким зверху і трохи ширшим знизу, накладеним одним боком на інший. Його боки розрізні до талії. Його шиють із троянди, льону або сукна залежно від пори року, іноді його купол прикрашають цитаном (шовковими або бавовняними нитками) і замикають у формі кола відповідно до розміру горловини. Його кольори варіюються в різних відтінках, від білого до чорного, темно-синього, сірого та оливкового, і він однотонний або контрастного кольору з поздовжньою смугою.
- Дамер і піджак: Дамер, який ще називають лобом. Жінки носять його так само, як і чоловіки, а потім прикрашають. Це пальто, що сягає нижче талії, позбавлене горловини та ґудзиків, і чоловіки носять його взимку поверх комбінезонів відповідних кольорів. Піджак також носять як тамбур, але його форма інша (піджак під френч).
- Абая і хутро: влітку абая вільна, а взимку — темна. Вона легка, вільна, іноді одягається поверх неї. Він більш поширений у пустелі та сільській місцевості, ніж у містах. Хутро — це халат, який носять як абая, але він зимовий, важкий і підбитий хутром, щоб забезпечити тепло взимку.
- Штани: це широкі вільні білі або чорні штани (зазвичай білі) з льону, зав'язані шнурком, який називається дукка (вимовляється каф-ч) у нижній частині штанини та широкі вгорі на талії, і носяться під рукавички.
- Сорочка: піджак (блузка з рукавами), виготовлений з вовни або бавовни, який одягається під рукавички, а кінці закладають під штани. Жодна його частина не з'являється.
- Ремінь і пояс: ремінь, який також називають поясом, являє собою смужку з коричневої або чорної шкіри, яка обмотується навколо талії, щоб закріпити рукавички та приховати на ній також гачок є гострим знаряддям для забою овець, що вказує на щедрість йорданської людини. Його також використовують для самозахисту. Що стосується джаннада, то це смуга з коричневої або чорної шкіри, як ремінь, але обмотується навколо грудей суцільно або односторонньо і доповнюється поясом на талії так, щоб його кінці були закріплені. з поясом використовується для зберігання та розташування куль, і це вважається естетичним виглядом для йорданського чоловіка.

Традиційний арабський одяг (у кількох кольорах)

### Головний убір
- Шемаг і хамство: Залежно від регіону його також називають Сілак, Шура, Хаттах і Шамах. Його кольори відрізняються, але найвідоміший — червоний і білий, який відрізняється від інших окантовкою або одна його сторона на ікалі, а друга залишається на плечі.
- Пов'язка на голову: Її ще називають гірким. Вона сплетена з чорної козячої шерсті, одягається поверх шемагу, і йорданські чоловіки хизуються ним і пишаються тим, що його носять. Його типи відрізняються від одного регіону до іншого в Йорданії. Жителі пустелі воліють носити м'який тонкий акал, а жителі південних міст і сіл носять охолоджений акал. Вони вважають за краще носити сахаб акал на додаток до охолодженого акалу.

## Жіночий одяг
Йорданський жіночий одяг має соціальні та культурні функції й місцеве середовище, соціальний статус жінки. Тому традиційний одяг йорданок відрізняється великою різноманітністю.
Кольори традиційного одягу вказують на вік та географічне походження жінки, чорну пов'язку носять літні жінки. Вбрання та прикраси існують на коден випадок, наприклад, сукні для роботи, радості та смутку мають особливий статус і специфіку. Ви знайдете кольорові сукні, прикрашені золотими нитками, і білі сукні та прикраси, у яскравих кольорах як вираження любові та вірності.

### Головний убір
Головний убір для йорданців є одним із найважливіших компонентів традиційного одягу, для чоловіків чи для жінок було соромно виходити на вулицю без головного убору, незалежно від їх релігії чи соціального та економічного статусу. Йорданські жінки мають кілька різних типів головних уборів, зокрема:
- Нерв. Це шматок шовку, вишитий золотими або срібними очеретами, або тим і іншим. Він буває червоного або чорного кольору і може бути темно-коричневим, рожевим або оранжевим. Вишитий у вигляді прямокутної пов'язки і зав'язаний на верхній частині чола. Довжина коливається від півтора до чотирьох метрів. У Карака він має форму круглого пояса, два кінці якого всіяні золотими монетами. Наприкінці салат прикрашають шангілем. У Маані він короткий і повний дрібних золотих монет. Деякі жінки прикрашають його збоку гостриками, які являють собою круглий шматочок, схожий на монету, з синіми, зеленими, жовтими та червоними намистинами на ньому, або голкою (шпилькою) із золота. У деяких районах, таких як Мадаба та її околиці, Ваді-Муса та Шобак, жінка не виконує умру на голові, поки не вступить в шлюб або не народить першу дитину. У деяких районах його називають Аль-Хатта або Аль-Хабрія.
- Аль-Шанбар: його також називають хусткою, мусафою або мульфою. Це шматок тканини кількох кольорів, найвідоміший з яких — чорний і білий, або його обмотують навколо голови перед тим, як покласти бандану на лоб.
- Аль-Арджа: це золоті шматочки, з'єднані зигзагами з маленьких яскравих намистин, які також розміщені на передній частині голови. Вони зроблені з маленьких яскравих намистин, які йорданські жінки розміщують зигзагом. До них прикріплюються шматочки золота, які розташовуються на передній частині голови і тягнуться до спини. Тільки наречені та одружені жінки носять його на весіллях.
- Саффа: схожа на кульгаву спереду, за винятком того, що вона не тягнеться до спини та позбавлена намистин, на ній розміщені монети на тканині, прикрашеній вишивкою, і її носять лише одружені жінки. Як і араджа, входить разом із рештою вбрання нареченої (посаг).
- Башкир: це невеликий яскравий шарф, прикрашений квітами і сіткою по краях. Він широко поширений в районі Рамта і носиться через плече. Наприкінці 1940-х років велика кількість жителів Рамти іммігрувала до Західної Німеччини, і вони привезли носові хустки, схожі на йорданський башкирський, яким вони користувалися, тому вони назвали його німецьким башкирським.